# Івано-Франківськтеплокомуненерго
Державне міське підприємство «Івано-Франківськтеплокомуненерго» (ДМП «Івано-Франківськтеплокомуненерго») — енергокомплекс, що забезпечує подачу тепла та гарячої води в місті Івано-Франківськ.

## Історія
«Об'єднання котелень міста Івано-Франківська» створене 1 лютого 1966 року на основі 19 дрібних котелень, загальною встановленою потужністю 24 Гкал/год та протяжністю теплових мереж 14,8 км.
Згодом до об'єднання приєднували котельні, центральні теплові пункти (ЦТП) та теплові мережі різноманітних закладів і підприємств міста. Проводилася реконструкція цих об'єктів, а також будівництво нових теплових мереж, що дозволило виводити із експлуатації дрібні нерентабельні котельні. Так, до 1979 року було закрито 18 нерентабельних котелень. А всього, на той час в складі підприємства налічувалося 30 котелень, 15 ЦТП, протяжність теплових мереж становила — 26 км.
В 1979 році об'єднання котелень міста увійшло до складу новоствореного обласного виробничого об'єднання «Івано-Франківськтеплокомуненерго» на правах головного підприємства.
Після проведеної реорганізації в 1985 році зі складу обласного об'єднання відділилось державне міське підприємство «Івано-Франківськтеплокомуненерго».

## Структура
Станом на 1 січня 2005 року кількість котелень становила 42 одиниці потужністю — 679,8 Гкал/год, довжина теплових мереж — 150,2 км, житлова опалювальна площа — 2290,9 тис. м², кількість абонентів-фізичних осіб — 48 тис., кількість споживачів-юридичних осіб — 668.

### Структура підприємства
- Апарат управління (вул. Б. Хмельницького, 59а):
  - Абонентський відділ;
  - Відділ звернень громадян та зв'язків з засобами масової інформації;
  - Відділ по роботі із споживачами;
  - Відділ тарифної політики і планування;
  - Відділ договірної роботи та обліку і реалізації теплової енергії;
  - Юридичний відділ;
  - Відділ забезпечення та обробки інформації;
- і ще з десяток-півтора відділів і цех.
- Виробничі підрозділи:
  - Тепловий район «Пасічна» (вул. Целевича, 8а);
  - Тепловий район «Дорошенко» (вул. Дорошенка, 28а);
  - Тепловий район «Позитрон» (вул. Симоненка, 3);
  - Тепловий район «Індустріальний» (вул. Індустріальна, 34а);

## Розтрати
В 2012 році Теплокомуненерго закупляє на 29'953'920,00 грн. 1960 тон прянощів (коріандр) та фруктів, ягід і горіхів. Для чого, відповіді немає.  [Архівовано 9 грудня 2012 у Wayback Machine.]

### Спорт
В 1997 році на базі підприємства було створено футбольний клуб «Тепловик». З 2000 року бере участь в обласному чемпіонаті і, вже, в 2002 році «Тепловик» став його переможцем.
Велику увагу в клубі приділяють підготовці власного резерву — тренування проходять кілька груп юних футболістів.
У 2000 році «Івано-Франківськтеплокомуненерго» взяло в оренду найстаріший стадіон міста — «Гірка», і вже, за останні роки, зроблена його реконструкція. Замінено трав'яний покрив стадіону, влаштовано електронне табло, зроблено накриття центральної трибуни, на якій встановлені пластикові сидіння.
У 2001 Івано-Франківськтеплокомуненерго стало співзасновником Чорногори.